# Транс-женщина
Транс-женщина (англ. trans woman), трансгендерная женщина (transgender woman) — женщина, у которой при рождении был определён мужской пол. Трансгендерные женщины могут испытывать гендерную дисфорию и могут совершить переход; этот процесс обычно включает гормональную заместительную терапию и иногда операции по коррекции пола, которые могут принести облегчение или даже полностью решить гендерную дисфорию. Трансгендерные женщины могут иметь различную сексуальную ориентацию, гендерное выражение транс-женщин также может быть любым — как фемининным, так и маскулинным или андрогинным.
Термин «трансгендерная женщина» не всегда взаимозаменяем с «транссексуальная женщина», хотя эти термины часто используются как взаимозаменяемые. Трансгендерность — это зонтичный термин, который включает в себя различные типы людей с различными гендерными вариантами (включая транссексуалов).

## Терминология
Термин «транс-женщина» происходит от использования латинской приставки «trāns-», означающей «за пределами», совместно со словом «женщина». Впервые это слово было использовано в 1996 году в книге Transgender Warriors: Making History from Joan of Arc to Dennis Rodman (Трансгендерные воители: создание истории от Жанны д'Арк до Деннис Родман) Лесли Фейнбергс. В книге транс-женщина описывается как «male-to-female трансгендерная или транссексуальная персона». Это определение широко распространено и используется в Оксфордском словаре английского языка. Исследовательница Яна Кирей-Ситникова пишет, что приставка «транс-» является дополняющим определением к существительным «женщина» и «мужчина», и поэтому слитное написание «трансженщина» нежелательно. По этой причине в английском языке получило распространение раздельное написание trans woman, а написание термина слитно или через дефис (transwoman или trans-woman) некоторыми представителями ЛГБТ-сообщества осуждается. С 2015 года в английском языке начал использоваться термин womxn, объединяющий цисгендерных женщин, транс-женщин, феминных гендерквиров и людей с небинарной гендерной идентичностью.
Профессор клинической психологии Хайди Левитт даёт более простое описание транс-женщины. Она определяет транс-женщину как «ту, кто совершает переход из одного пола в другой». Левитт пишет, что широко используется аббревиатура «MtF», означающая «из мужчины в женщину». По словам ассоциированного профессора кафедры философии Чарлстонский колледжа Рэйчел Маккиннон, термин сложный в использовании. Несмотря на то, что некоторые транс-женщины совершают полный переход, включающий хирургическую коррекцию пола, многие испытывают сложности с «пассом» (англ. passing — «переход», «принятие», «прохождение») и принятием в обществе. Способность к «пассу» приводит к тому, что транс-женщину воспринимают как обычную, цисгендерную женщину.
CDC называет слово «трансгендер» «зонтичным термином для лиц, чья гендерная идентичность или гендерное самовыражение (мужское, женское и другое) отличается от их пола (мужчины, женщины) при рождении», а в качестве зонтичного термин начал употребляться с середины 1970-х годов. Термин «транс-женщина» часто взаимозаменяется с другими терминами, такими как «трансгендерная женщина» и «транссексуальная женщина». При этом термины «трансгендерная женщина» и «транссексуальная женщина» не являются взаимозаменяемыми  и зачастую противопоставляются друг другу. Согласно Оксфордскому словарю, «трансгендер» означает персону, «чьё ощущение личной идентичности не соответствует полу при рождении».
В группу трансфеминных людей (англ. transfeminine people), помимо транс-женщин, входят также небинарные люди, относящиеся к женственной части гендерного спектра (с приписанным при рождении мужским полом), включая демигёрл, женственных бигендеров и тригендеров, а также гендерфлюидных людей с преобладанием феминности.
Транс-женщины, которых привлекают лица мужского пола, определяются как гетеросексуальные, а те, кого привлекают женщины, относятся к лесбиянкам.
Определение слова «женщина» в Кембриджском словаре включает трансгендерных женщин c октября 2022 года.

## Обзор социокультурных аспектов
Процесс перехода может включать или не включать врачебное вмешательство в форме гормональной терапии при транссексуальности и/или хирургической коррекции пола, смену официальных документов (имя и/или пол, обозначенные в удостоверении личности, свидетельстве о рождении и т. п.), и элементы коррекции внешности и поведения (одежда, аксессуары, косметика и парфюмерия, голос, язык движений и жестов тела, походка и др. аспекты полоролевого поведения).
Транс-женщины, которые считают или ощущают, что их трансформация полностью завершена, часто предпочитают, чтобы их называли просто женщинами, считая, что термины «М→Ж-транссексуалка» или «транссексуалка» должны использоваться лишь для людей, которые всё ещё находятся в процессе трансформации или ещё не начали её.
Некоторые транс-женщины, которые продолжают идентифицировать себя транссексуалками после завершения трансформации, называя себя «пост-оп-транссексуалками» (от англ. post-operative — «послеоперационными»), для отличения от «пре-оп-транссексуалок» (от англ. pre-operative — «дооперационных», то есть ещё не сделавших операцию хирургической коррекции пола). Многие трансгендерные люди считают, что форма их гениталий не имеет отношения к тому, как они взаимодействуют с большинством людей. Транс-женщины, которые не желают операции хирургической коррекции пола, не могут себе её позволить по финансовым причинам, или имеют медицинские противопоказания к ней, иногда называются «нон-оп-транссексуалками».
Многие транссексуалы и транссексуалки считают, что операция на гениталиях — это лишь малая часть полного процесса трансформации.
Ряд транс-женщин испытывают гендерную дисфорию в детстве. Часть из них уже в детстве осознают свою гендерную идентичность, у других в детстве может быть восприятие себя как «мальчика, который хочет стать девочкой».
Гендерное выражение транс-женщин может быть различным, как фемининным, так и андрогинным или маскулинным — не существует несовместимых гендерных идентичностей и гендерных выражений. Исторически транс-женщин ошибочно рассматривали как тех, чьё гендерное выражение должно быть фемининным.

## Дискриминация
Транс-женщины сталкиваются со специфической формой угнетения — трансмизогинией, являющейся интерсекциональным слиянием трансфобии и мизогинии. Трансмизогиния выражается на индивидуальном и культурном уровне в форме негативного отношения, ненависти и дискриминации. Невыгодность положения трансгендерных женщин может усиливаться при наличии ещё какого-то признака, способствующего большему уровню виктимизации — так, в США чёрные транс-женщины чаще подвергаются нападению с оружием, чем белые.

### Транс-женщины в местах заключения
Осуждённых транс-женщин часто размещают в местах заключения в соответствии с приписанным при рождении полом. В США они становятся жертвами сексуального насилия в местах заключения более чем в 13 раз чаще, чем цисгендерные женщины. Особенно распространено сексуальное насилие по отношению к цветным транс-женщинам. Также транс-женщины в местах заключения часто не получают должного медицинского обслуживания, учитывающего их потребность в заместительной гормональной терапии.

### Публикации
- Яна Кирей-Ситникова. Трансгендерность и трансфеминизм. — М.: Саламандра, 2015. — 200 с. — ISBN 978-5-9906694-0-6.
- Rawson, K. J. & Williams, C. Transgender*: The Rhetorical Landscape of a Term (англ.). — Present Tense: A Journal of Rhetoric in Society. — 2014.